# Adolf Tell
Johan Adolf Tell, född 27 augusti 1877 i Högsäters församling, Dalsland, död 27 juli 1955 i Kungälv, var en svensk byggmästare, inriktad på restaurering av fornminnen.
Adolf Tell gick i Tekniska skolan i Kristinehamn och fick därefter stipendium för studier i Tyskland och praktiserade även i Österrike och Ungern. Han var därefter verkmästare vid Skånska cementgjuteriets filial i Göteborg under några år. Under första världskriget var han landstormskapten inom fortifikationen vid Nya Varvet i Göteborg. Som egen byggmästare arbetade med flera restaureringar av gamla kyrkor och borgar. Adolf Tell ledde restaureringen av Varbergs fästning 1923 och restaurerade även Karlsborgs fästning. Under många år ansvarade han för vården av Bohus fästning. Adolf Tell var riksantikvariens ombud i Kungälv, Ytterby och Rödbo och ordförande i Kungälvsbygdens hembygds- och fornminnesförening. Han var även medlem i Frimurarna, Götiska förbundet och Dalslands gille.

## Utmärkelser
- Riddare av Vasaorden
- Riddare av Dannebrogorden
- Vasamedaljen
- Gustav Adolfs-medaljen för förtjänstfullt arbete i hembygdsvårdens tjänst